# Iphiaulax suavis
Iphiaulax suavis är en stekelart som beskrevs av Cameron 1887. Iphiaulax suavis ingår i släktet Iphiaulax och familjen bracksteklar. Inga underarter finns listade i Catalogue of Life.